# زانکت گرولد
زانکت گرولد (به آلمانی: Sankt Gerold) یک منطقهٔ مسکونی در اتریش است که در ناحیه بلودنتس واقع شده‌است. زانکت گرولد ۱۲٫۵۸ کیلومتر مربع مساحت دارد ۹۲۰ متر بالاتر از سطح دریا واقع شده‌است.